# Morenga (Film)
Morenga ist ein dreiteiliger deutscher Fernsehfilm von Egon Günther auf Grundlage des gleichnamigen Romans von Uwe Timm. Der Film thematisiert den Aufstand der Herero und Nama 1904 bis 1907 in Deutsch-Südwestafrika am Beispiel des Guerillaführers Jakobus Morenga. Die Erstausstrahlung durch die ARD erfolgte am 13., 17. und 20. März 1985. Es existiert auch eine stark gekürzte Filmfassung, die 112 Min. umfasst.

## Handlung
Deutschland 1904. Oberveterinär Gottschalk (Ich-Erzähler) meldet sich freiwillig zum Einsatz im Aufstand der Herero und Nama in der Kolonie Deutsch-Südwestafrika. Von Hamburg aus reist er mit einem Woermann-Dampfer nach Swakopmund. Auf der Schiffsreise und Eisenbahnfahrt nach Windhoek lernt Gottschalk seine zukünftigen Kameraden kennen, so Leutnant von Schwanebach, Rittmeister von Tresckow und Unterveterinär Wenstrup, der Gottschalk auch beruflich verbunden ist.
Um ihr Ziel, die Festung Warmbad, zu erreichen, müssen sie einen 800-km-Marsch zu Pferd durch die ausgedörrte Landschaft unternehmen. Völlig erschöpft erreichen sie schließlich Warmbad. Hier macht sich Bezirksamtmann Graf von Kageneck keinerlei Illusionen mehr über die militärische Lage. Tief im Süden des Schutzgebiets gelegen, wird Warmbad ständig von den Guerilleros Morengas beunruhigt.
Den Neuankömmlingen wird der Namajunge Jakobus als Bambuse zugeteilt. Jakobus ist an einer Missionsschule erzogen worden und spricht sowohl Nama als auch Afrikaans. Gottschalk und vor allem Wenstrup, der ständig Kropotkins: Gegenseitige Hilfe in der Tier- und Menschenwelt liest, bemühen sich, Nama zu lernen und die Verhältnisse in der Kolonie zu verstehen.
Im Auftrag des Farmers Lüdemann, der die Farm „Deutsch-Erde“ bewirtschaftet, verhandelt der Vertreter der Deutschen Landgesellschaft, Lohmann, mit dem Kaptein der Bondelswarts, Johannes Christian. Lohmann verhandelt mit dem Häuptling, indem er ihn zu einem Saufgelage animiert, bei dem Lohmann ständig Ölsardinen verschlingt und nach dem Alkoholkonsum wieder erbricht, um nüchtern zu bleiben. Schließlich unterzeichnet der sinnlos betrunkene Christian einen für die Bondels äußerst nachteiligen Abtretungsvertrag zugunsten Lüdemanns. Lüdemann versucht auf „Deutsch-Erde“ mit Ehefrau und Kindern ein Leben wie in Deutschland zu führen.
Eines Tages bringt Edward Morris, Feldkornett Morengas, einen Transport mit weißen Frauen und Kindern in das sichere Gebiet um Warmbad und übergibt ihn der Schutztruppe. Der Landkauf löst auch unter den Bondels den Aufstand aus; sie werden von Morenga unterstützt. In einem Moment, da Gottschalk durch die Hitze geschwächt ist, stiehlt ihm Jakobus die Wasserflasche und verschwindet im Buschland.
Jakobus findet Anstellung bei Lüdemann. Als der Farmer ahnt, dass unter den Bondels ein Aufstand ausbrechen wird, will er seine Waffen überprüfen. Dabei trifft er auf Jakobus, der bereits eines von Lüdemanns Gewehren in der Hand hält. Als Lüdemann nach einem Revolver greift, erschießt ihn Jakobus. Lohmann wird von den Aufständischen erschlagen.
Warmbad wird von Morenga eingekesselt. Gottschalk ahnt, dass Jakobus Lüdemann getötet haben muss, da die Obduktion von Lüdemanns Leiche einen spezifischen Schusskanal aufweist, die auf ein Kind als Schützen hindeuten. Der Oberveterinär beginnt eine sexuelle Beziehung zu der jungen Nama Katharina. Graf von Kageneck wird mit einer Patrouille abgeschnitten, Morenga greift Warmbad an.
Eine Patrouille aus Warmbad dringt bis zum Oranje vor, um über britische Grenzposten Näheres über die Gesamtlage zu erfahren. Es kommt zu einem Gefecht zwischen der Schutztruppe und Morenga. Jakobus kämpft auf Seiten der Rebellen mit.
In der Silvesternacht 1905/06 greift Morenga Warmbad an; gleichzeitig werden die Munitionsvorräte in der Festung durch Sabotage in die Luft gejagt. Wenstrup, dessen Haltung zur deutschen Kriegführung und Kolonisation immer kritischer geworden ist, flieht mit Katharina aus der Festung.
Gottschalk gerät mit anderen Schutztrupplern in Gefangenschaft. Morenga erklärt ihm, dass er den Krieg gegen das Deutsche Reich zwar nicht gewinnen, aber durch Verhandlungen Vorteile erzielen kann. Im Lager Morengas trifft Gottschalk auch auf Jakobus, der aber leugnet, ihn vorher schon einmal gesehen zu haben. Hauptmann von Koppy plant nun eine große Strafexpedition gegen die Bondels und Morenga. Morenga hat Gottschalk mitgeteilt, dass er die Frauen und Kinder der Rebellen über den Oranje nach Südafrika in Sicherheit bringen will. Die Schutztruppe gerät in einen Hinterhalt und erleidet schwere Verluste. Es stellt sich heraus, dass Morengas Behauptung, Frauen und Kinder über den Fluss zu bringen, eine Kriegslist war, auf die Gottschalk reingefallen ist.
Gottschalk wird auf eigenen Wunsch entlassen, während aus Deutschland Verstärkungen eintreffen. Bald werden 16.000 deutsche Soldaten gegen 250 Aufständische operieren. Weihnachten 1906 findet in Warmbad ein Versöhnungsgottesdienst mit Pater Wandres statt. Ludwig von Estorff berät mit Oberst Berthold Deimling das weitere Vorgehen. Der Vernichtungsbefehl Lothar von Trothas wird deklamiert, während von Trotha zuhört.
Upington 1907. Deutsche Schutztruppler verhandeln mit der Kap-Polizei über ein gemeinsames Vorgehen gegen Morenga. Während Gottschalk mit der Bahn nach Swakopmund zurückkehrt, kreisen britische Polizei- und Militäreinheiten und deutsche Schutztruppler Morenga an einer Wasserstelle ein. Er fällt durch Maschinengewehrfeuer.
In Swakopmund trifft Gottschalk von Tresckow wieder, der im Land bleiben und kolonisieren will; die deutschen Opfer sollen nicht umsonst gewesen sein. Ein Nama-Chor singt das Deutschlandlied, der Film blendet ab mit der Zeile:
Blüh im Glanze dieses Glückes, blühe, deutsches Vaterland!

## Kritik
„Natürlich bedient sich Egon Günther auch gängiger Klischees. Die Hitze flirrt am schönsten durchs Teleobjektiv, und auf dem Pferderücken stirbt es sich am eindrucksvollsten in Zeitlupe und im Dreivierteltakt. Schließlich ist ‚Morenga‘ kein Experimentalfilm, will keine Sehgewohnheiten verändern, sondern ein Geschichtsbild. Und das bei Millionen Fernsehzuschauern.
Die werden es dennoch nicht leicht haben. Bis einen die Spannung des Dreiteilers packt, verstreicht mehr als eine von insgesamt viereinhalb Stunden. Und dann geht es an liebgewordene Vorurteile. Linke wie rechte. Die erhält sich nur, wer Günthers Film als ‚idiotisches Ammenmärchen‘ (wie die alternative ‚Tageszeitung‘) abtut, oder als ‚dreiste Zumutung‘ lächerlich macht (wie die ‚Welt‘): ‚So schlimm war’s unter Kaiser Wilhelm.‘
‚Morenga‘ ist ein parteilicher Film, aber kein bebildertes Pamphlet. Gerade deshalb wird er auch von denen gebraucht, die immer noch um ihr Land kämpfen müssen. Die Swapo-Vertreter, die das Fernsehspiel bereits gesehen haben, wollen es nach Afrika holen. Vielleicht, und vielleicht früher als manchem Deutsch-Südwester lieb sein kann, wird ‚Morenga‘ dann ja auch mal in Windhuk gezeigt.“

„‚Morenga‘, bei diesem Thema nicht eben selbstverständlich, kennt letztlich keine Helden und keine Schurken, nur die Banalität des Guten und die – glücklicherweise – Unvollkommenheit des Bösen. Schon dies wird den Beifall für ‚Morenga‘ in Grenzen halten. Die schmeichelnde Legende vom sauberen, besseren Kolonialismus der Deutschen ist vielen sehr ans Herz gewachsen, und diese Legende benötigt Helden ebenso dringend wie die Gegenseite nicht ohne Schurken auskommt, die im deutschen Kolonialismus die faschistoide Frühform des späteren Hitler-Rassismus erkennen wollen.“

## Sonstiges
- Uraufführung: Berlinale 16. Februar 1985
- Format: Farbe, 16-mm-Film, aufgeblasen auf 35-mm-Film

## Überlieferung
- 2013 erschien eine DVD-Edition des Films.